# Severin Göbel der Jüngere
Severin Göbel der Jüngere (auch: Goebel; * 14. Januar 1569 in Königsberg (Preußen); † 9. April 1627 ebenda) war ein deutscher Mediziner. 

## Leben
Severin war der Sohn von Severin Göbel der Ältere. Er begann an der Universität Königsberg mit seinen Studien und setzte sie an der Universität Leipzig fort. Offenbar erwarb er in Leipzig den akademischen Grad eines Magisters und hielt sich dann zwei Jahre am polnischen Königshof auf. Nachdem er sich bereits 1589, über Nürnberg reisend, die Universität Padua angeschaut hatte, scheint er 1591 eine neue Reise dorthin absolviert zu haben. Dort wurde er Rat der deutschen Nation und wurde am 7. September 1596 zum Doktor der Medizin promoviert. 
Nachdem er im selben Jahr auch Venedig frequentiert hatte, kehrte er in seine ostpreußische Heimat zurück. Hier agierte er 1597 als Leibarzt des Herzogs Albrecht Friedrich von Preußen. 1603 wurde er Zweiter ordentlicher Professor der Medizin an der Universität Königsberg. In dieser Funktion beteiligte er sich im Wintersemester 1606/07 und im Sommersemester 1610 als Rektor der Alma Mater auch an den organisatorischen Aufgaben der Hochschule. 1617 legte er die Professur aus gesundheitlichen Gründen nieder und starb. Von seinen Schriften ist eine Disputation de cerebro ejusque partibus überliefert.

## Familie
Aus seiner 1598 geschlossenen Ehe mit Maria (* 14. August 1578; † 27. Januar 1637), der Tochter des Bürgermeisters der Altstadt Georg von Weinbeer, gingen 14 Kinder hervor, von denen 10 den Vater überlebten. Von den Kindern kennt man:
- Severin Göbel († 1652), Erbherr auf Rauschnick, verh. post. Trin. 1631 Veronika von der Gröben aus dem Hause Tengen, Witwe des Günther von der Gröben auf Sehmen und Rauschnick.
- Maria Göbel verh. 1626 mit dem Gerichtsverwalter der Altstadt Georg vom Stein
- Ursula Göbel (~ 1. Dezember 1604) verh. 1636 mt dem kurfürstlichen Kanzleiadjunkt Simon Peltz (* 29. Oktober 1602; † Mai 1652)
- Georg Göbel (~ 18. Dezember 1605)
- Anna Göbel (~ 15. April 1607) verh. in I. Ehe 1638 mit dem Kanzleiregistrator Peter Hänisch; verh. in II. Ehe Januar 1648 mit dem Kneiphofer Kaufmann Gottfried Greifenhagen
- Dorothea (~ 1. Februar 1609) verh. 1631 mit Hans Schumann
- Christina Göbel (~ 10. Juli 1610) verh. 1638 mit dem Kaufmann Gottfried Polemann
- Barbara Göbel (~ 20. August 1611; † 1617)
- Johannes (~ 16. Dezember 1612)
- Friedrich Göbel (~ 28. Februar 1614; † 16. Januar 1673) wurde Kaufmann in der Königsberger Altstadt, verh. 3. Juli 1639 verh. mit Barbara, der Tochter des kurfürstlichen Rates Dr. Bernhard Thegen auf Brasnicken.
- Barbara Göbel (~ 5. Mai 1617)
- Kaspar Göbel (~ 11. August 1618)